# Pomiłowo
Pomiłowo (deutsch Marienthal, Kreis Schlawe) ist ein Dorf in der polnischen Woiwodschaft Westpommern. Es gehört zur Landgemeinde Sławno im Powiat Sławieński (Kreis Schlawe).

## Geographische Lage
Das Bauerndorf Pomiłowo liegt drei Kilometer südöstlich von Sławno an einer Nebenstraße, die Sławno mit Żukowo (Suckow) verbindet. Zwischen 1897 und 1934 bestand Bahnanschluss an die Kleinbahnstrecke Schlawe–Pollnow (heute Polanów) der Schlawer Bahnen, nach deren Umverlegung wurde der Ort dann Bahnstation an der Reichsbahnstrecke Schlawe–Zollbrück (Korzybie)–Bütow (Bytów) (heutige PKP–Linie 418 Darłowo(Rügenwalde)–Sławno–Korzybie). Der Streckenabschnitt zwischen Korzybie und Sławno allerdings wurde 2001 stillgelegt.
Pomiłowo liegt in der Niederung der Wieprza (Wipper), das Gelände (22 bis 30 Meter über NN.) ist eben und steigt nur in südwestlicher Richtung zum Wald bei Kwasowo (Quatzow) leicht an. Im Osten grenzt das Dorf an die Wieprzawiesen gegenüber von Kłodno (Fuchsberg), im Süden an Kwasowo und im Westen und Norden an Sławno.

## Ortsname
Nach welcher Persönlichkeit der Ort im Wippertal einmal benannt wurde, ist nicht bekannt. Nach 1945 erhielt er nach sowjetischer Besetzung den russischen Namen Marianowo, und die Polen gaben ihm dann den heutigen Namen.

## Geschichte
Die Anlage des (Straßen-)Dorfes erfolgte um 1820 von Quatzow (heute polnisch: Kwasowo) aus – wohl im Zusammenhang der preußischen Reformgesetze und mit dem Kauf des Gutes Quatzow durch Friedrich Wilhelm von Michaelis. Später wurde Marienthal eine selbständige Gemeinde, die mit Kusserow und Quatzow den Amts- und Standesamtsbezirk Quatzow bildete. Amtsgerichtsbereich war Schlawe. Marienthal gehörte bis 1945 zum Landkreis Schlawe i. Pom. im Regierungsbezirk Köslin der preußischen Provinz Pommern. Lebten hier 1818 nur 75 Einwohner, so stieg ihre Zahl bis 1885 bereits auf 244, betrug aber 1939 nur noch 162.
In Marienthal bestand vor 1945 eine einklassige Volksschule. Das erste Schulgebäude, das 1820 als Lehmfachwerk gebaut wurde, wurde etwa 1920 wegen Baufälligkeit abgerissen, nachdem ein neues Schulhaus errichtet worden war. In einer längeren Übergangszeit besuchten die Marienthaler Kinder die Schule in Quatzow. Dann kamen auch die Kinder aus Ujatzthal (Ugacie) und Neugut (Stadt Schlawe) (Lisówka) nach Marienthal zum Unterricht.
Am 8. März 1945 besetzten sowjetische Truppen Marienthal. Eine Flucht der Bewohner per Treck scheiterte nach Überrollung bei Marsow (Marszewo), 15 Kilometer nördlich von Schlawe. Nach Rückkehr in das Heimatdorf standen die Bewohner ab Juni/Juli 1945 unter polnischem Befehl, und am 12. Oktober 1945 setzte der erste große Umsiedlungstransport ein, mit dem 21 Marienthaler Familien ausgewiesen wurden. Letzte Dorfbewohner konnten erst 1957 die Heimat verlassen.
Heute ist der Ort mit dem Namen Pomiłowo ein Teil der Landgemeinde Sławno im Powiat Sławieński der Woiwodschaft Westpommern (bis 1998 Woiwodschaft Słupsk).

## Kirche
Eine Kirche gab und gibt es in Marienthal bzw. Pomiłowo nicht. Vor 1945 waren die Einwohner von Marienthal überwiegend evangelischer Konfession. Kirchort war Quatzow (Kwasowo), in dessen Kirche die Marienthaler im Westchor gesonderte Sitzplätze hatten. Die Kirchengemeinde Quatzow bildete mit der Kirchengemeinde Kusserow (Kosierzewo) das Kirchspiel Quatzow. Es lag im Kirchenkreis Schlawe der Kirchenprovinz Pommern der Evangelischen Kirche der Altpreußischen Union. Letzte deutsche Geistliche waren die Pfarrer Walter Paul (1927–1943) und Werner Schultz (1943–1945).
Seit 1945 leben in Pomiłowo fast ausschließlich Einwohner katholischer Konfession. Die Beziehung zum Kirchort Kwasowo ist geblieben, doch ist die dortige Kirche Mariä Unbefleckte Empfängnis heute Filiale der St.-Antonius-Pfarrgemeinde in Sławno. Sie liegt im Dekanat Sławno im Bistum Köslin-Kolberg der Katholischen Kirche in Polen. Evangelische Kirchenglieder werden heute dem Kirchspiel Koszalin (Köslin) der Diözese Pommern-Großpolen in der Evangelisch-Augsburgischen Kirche in Polen zugerechnet.